# Ambassade siamoise en France
L'ambassade siamoise de 1686 est la deuxième ambassade du royaume d'Ayutthaya (État prédécesseur de l'actuelle Thaïlande) à être reçue en France, après celle de 1684, et la plus célèbre. La mission diplomatique est envoyée par le roi Narai et dirigée par le diplomate Kosa Pan. Elle est accueillie en grande pompe à Versailles par le roi Louis XIV et la Cour.

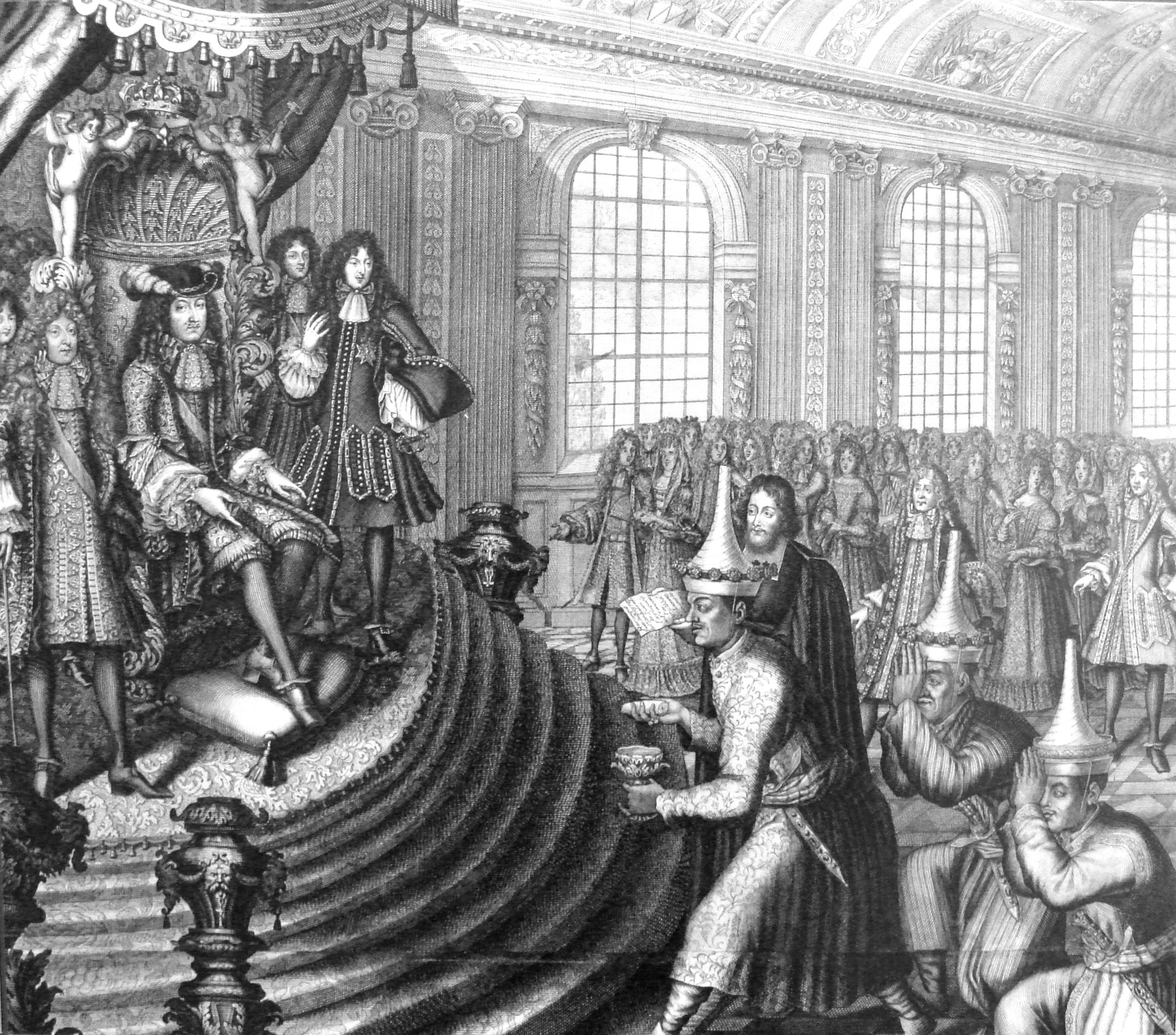
L'ambassadeur siamois Kosa Pan au pied du trône de Louis XIV, par Nicolas de Larmessin.

## Contexte géopolitique et premiers échanges franco-siamois

### La rivalité franco-hollandaise

Le monogramme de la VOC, la Compagnie néerlandaise des Indes orientales.

En 1678, la signature des traités de Nimègue met fin à la guerre de Hollande au profit de la France, qui acquiert la Franche-Comté et diverses places flamandes prises aux Espagnols. Dans les Caraïbes, les Hollandais doivent céder Tobago. Les Provinces-Unies sortent affaiblies de cette guerre et ont souffert de l'occupation étrangère de leur territoire pendant la « désastreuse » année 1672, le rampjaar. 
Malgré tout, la compétition commerciale entre le royaume de Louis XIV et les Hollandais reste importante. Ces derniers peuvent toujours compter sur le réseau dense et très efficace des comptoirs asiatiques que possède la Compagnie néerlandaise des Indes orientales (en néerlandais : « Vereenigde Oostindische Compagnie », VOC), bien plus vaste que celui de son homologue française, la Compagnie française des Indes fondée en 1664 par Colbert. Les Français n'ont jamais réussi à s'implanter au-delà du détroit de Malacca. À ce titre, le fait que les Hollandais ne possèdent qu'une petite implantation au royaume de Siam est une opportunité pour la France de prendre pied dans la région. Dès 1680, André Boureau-Deslandes est envoyé comme premier émissaire à Ayutthaya, la capitale siamoise.

### 1681-1684: les premières ambassades
En 1681, une fois le contact établi par les Français, trois ambassadeurs siamois embarquent à Banten à bord du Soleil d'Orient, le fleuron de la Compagnie des Indes. Il transporte dans sa cale deux éléphants destinés au duc de Bourgogne et au duc d'Anjou, les petits-fils de Louis XIV, mais le navire fait naufrage le 1er novembre au large de Madagascar.
À la suite de cette tentative à l'issue tragique, une première ambassade menée par Bénigne Vachet, prêtre catholique des Missions étrangères de Paris installé en Asie du Sud-Est depuis 1669, est reçue en 1684 par Louis XIV dans la galerie des Glaces.
Le Roi-Soleil, convaincu par le père Vachet que le roi du Siam peut être converti au catholicisme, décide, en décembre 1684, d'envoyer le chevalier de Chaumont comme ambassadeur extraordinaire. Il quitte Brest le 3 mars 1685 en compagnie de Bénigne Vachet et de François-Timoléon de Choisy. La petite expédition embarque sur deux navires : le vaisseau L'Oiseau et la frégate La Maligne.
L'ambassade française atteint le Siam le 24 septembre de la même année, où elle est accueillie avec les plus grandes honneurs. Les émissaires sont logés avec faste et sont invités aux chasses royales en attendant que le roi Narai leur accorde leur première audience à Ayutthaya le 18 octobre 1685. Là, les Français échouent à convertir le roi à la foi chrétienne mais obtiennent des privilèges pour les missions apostoliques, en particulier jésuites, entérinés par un accord signé le 10 décembre à Lopburi avec le conseiller royal Constantin Phaulkon. Ils obtiennent également le droit d'établir des garnisons à Bangkok et à Mergui.

## L'ambassade

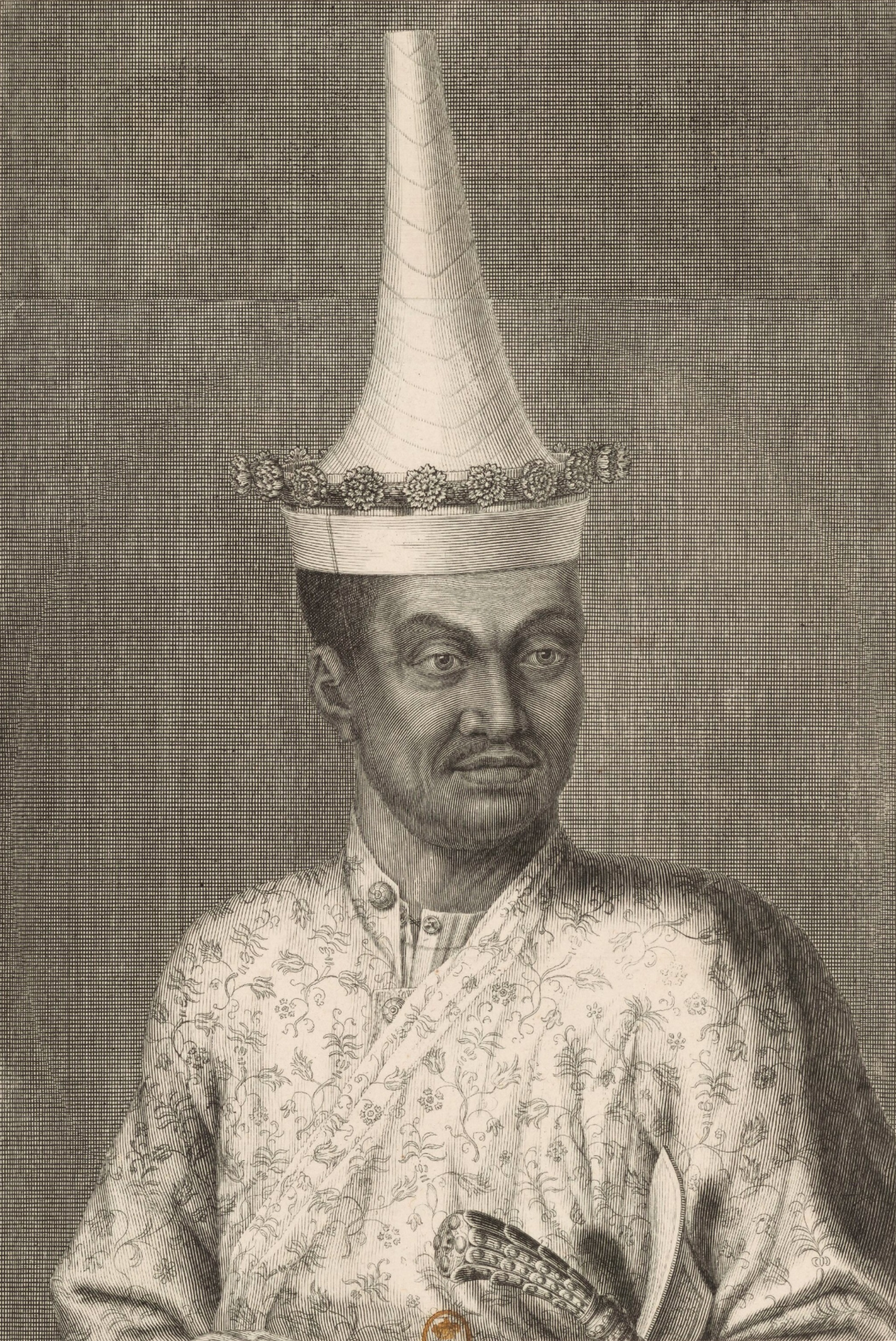
Portrait de Kosa Pan avec un lomphok, en 1686.

Les Siamois souhaitent proposer à la France une alliance éternelle. Pour ce faire, Narai envoie comme ambassadeur l'okphra Wisut Sunthon, aussi nommé Kosa Pan et neveu de l'ancien roi Ekathotsarot, accompagné de deux autres diplomates. Quatre ans après le naufrage du Soleil d'Orient, Kosa Pan veut réessayer d'offrir des éléphants aux princes Louis et Philippe. Il tente de faire embarquer « deux petits éléphants de poche » à bord des navires français mais ces derniers sont déjà trop chargés et les animaux restent à terre. L'expédition quitte le Siam le 22 décembre 1685 et arrive à Brest le 18 juin 1686, puis à Versailles le 24 juin, entourée tout le long de leur parcours par une foule de curieux. Au cours de ce parcours à travers la France, Kosa Pan est impressionné par le port de Brest et les châteaux de la Loire et devient convaincu de la puissance française.
Les Siamois sont nombreux : outre Kosa Pan lui-même qui fait office de « premier ambassadeur » (ratchathut), la délégation comprend un « second ambassadeur » (uppathut) et un « troisième ambassadeur » (trithut), respectivement l'okluang Kanlaya Ratchamaitri et l'okkhun Siwisan Wacha. Après eux viennent huit représentants de la noblesse titrée (khunnang), quelques mandarins (khunmun) et douze jeunes garçons qui viennent apprendre les arts français. De nombreux serviteurs les accompagnent.
L'ambassade fait sensation à la Cour et dans toute l'Europe. Les manières et les parures « exotiques » (comme le lomphok) des Siamois sont des sources d'étonnement pour la haute société française. Kosa Pan fait preuve d'un grand intérêt pour les cartes géographiques françaises, comme le note le Mercure galant.
Kosa Pan et sa suite sont reçus le 1er septembre 1686 par le roi en personne dans la galerie des Glaces encore encombrées de quelques échafaudages. Le Roi-Soleil, qui souffre terriblement de sa fistule anale, n'a pas été avare de luxe pour accueillir les ambassadeurs : depuis son trône d'argent installé sur l'estrade royale, entouré de torchères et girandoles du même matériau, il surplombe la foule de 1 500 courtisans venue assister à l'événement. Les émissaires siamois pratiquent devant lui le kowtow, s'inclinant jusqu'à toucher terre en signe de respect. Ils transportent également avec eux un butsabok (« บุษบก » en thaï) qui sert à transporter la missive royale que Kosa Pan remet à Louis XIV.
Les Français montrent tout du domaine de Versailles, de la ménagerie royale à la machine de Marly.

## L'échec diplomatique
Les progrès diplomatiques entre les deux royaumes sont importants et prometteurs mais, au Siam, la noblesse des khunnang supporte de plus en plus mal la politique pro-européenne de Constantin Phaulkon, accusé d'aventurisme. Le clergé bouddhiste, quant à lui, est confronté à l'influence croissante des jésuites, qui impressionnent le roi avec leurs connaissances astronomiques. 
En mars 1688, le roi Narai est victime d'une grave crise d'hydropisie et organise sa succession. Il se prépare à léguer le trône à sa fille Kromluang Yothathep à la condition que celle-ci épouse, selon sa préférence, son fils adoptif Mom Pi ou bien Phetracha, commandant de la garde royale des éléphants. Plutôt que de s'en remettre au choix de la princesse, Phetracha passe à l'action et déclenche une révolution de palais soutenue par la noblesse et le clergé. Phaulkon, Mom Pi et la quasi-totalité de la famille royale sont arrêtés puis exécutés et le roi lui-même est jeté en prison où il meurt peu après. Phetracha est couronné roi et fait de Kosa Pan, passé dans le camp antifrançais, un de ses principaux ministres. Les Français sont alors chassés du pays et la petite garnison de Bangkok subit un siège de quatre mois avant qu'un accord l'autorise à quitter le pays en bon ordre. Le départ des Français pour Pondichéry à bord de l'Oriflamme marque la fin de leur présence militaire en Asie du Sud-Est pour plus d'un siècle et demi, jusqu'à la campagne de Cochinchine en 1858.